# استوکلارس‌بروخ
استوکلارس‌بروخ (به هلندی: Stokkelaarsbrug) یک منطقهٔ مسکونی در هلند است که در درونده فینن واقع شده‌است.